# Dampvalley-Saint-Pancras
Dampvalley-Saint-Pancras là một xã thuộc tỉnh Haute-Saône trong vùng Bourgogne-Franche-Comté phía đông nước Pháp.